# Криптоанархизм
Криптоанархи́зм — политическая идеология, которая призывает к использованию сильной криптографии для защиты приватности и личной свободы.
Термин впервые появился в журнале Wired от 1 февраля 1993 года. Статья называлась Криптоповстанцы (англ. Crypto-Rebels). В ней автор — Стивен Леви — рассказывал о тогда назревающем движении шифропанков, концентрации данных в руках крупных корпораций и поднимал вопросы приватности.
Видным идеологом криптоанархизма был Тимоти Мэй, который написал существенную часть шифропанк-тематического FAQ — «Шифрономикон» (который включал более ранний вариант «Манифеста криптоанархиста»). В 2001 году его работа была опубликована в книге «Криптоанархия, кибергосударства и пиратские утопии»..
Криптоанархисты создают виртуальные сообщества. Каждый участник сообщества остаётся анонимным до тех пор, пока сам не пожелает себя раскрыть.
Совершенствование методов слежки и расширение интернет-коммуникаций открывает огромные возможности для компьютерной слежки за людьми. Криптоанархисты считают, что защитой от этого явления может быть разработка и использование криптографии. Они и шифропанки считают, что законы математики сильнее человеческих законов, и поэтому криптоанархизм бессмертен.

## Криптография и закон
Криптоанархисты считают, что без возможности шифрования сообщений и личной информации личная жизнь серьёзно пострадает, что запрет криптографии эквивалентен упразднению права на тайну переписки. Также они утверждают, что только полицейское государство может криминализировать криптографию. Уже сейчас использование криптографии незаконно в некоторых странах. Например, граждане Великобритании, обвиняемые в тяжких преступлениях, таких как терроризм или измена, должны по запросу властей выдавать свои пароли для расшифровывания их персональной информации. Отказ, при некоторых условиях, даже может повлечь наказание до двух лет лишения свободы, даже если следствием не будут предоставлены другие доказательства в причастности к совершению данных преступлений.
Криптоанархизм ищет способы для создания и развёртывания информационной инфраструктуры, которая никаким образом не может быть подвержена авторитарному воздействию или вмешательству в тайну переписки.

## Анонимная торговля
Анонимная торговля — процесс купли-продажи, при котором личности участников сделки и сама суть сделки не должны стать известны третьей стороне. Для обеспечения этих условий применяются анонимные электронные деньги, анонимные интернет-переводы и криптографические средства обмена сообщениями. Желательным, но не обязательным условием является проведение сделки в анонимной сети. До изобретения технологии Блокчейн анонимные переводы денег осуществлялись такими централизованными системами, как Digital Monetary Trust, e-Gold, Pecunix, 1MDC, Liberty Reserve. Существовал также анонимный банк Yodelbank, работавший с пользователями по каналам IIP (Invisible IRC Project, предшественник I2P). Все эти системы были закрыты самостоятельно или по решению органов власти. Существует также система денежных переводов с элементами анонимности, работающая в юрисдикции Великобритании: Ukash.
С распространением в 2010 году криптовалют, работающих в децентрализованной сети, у пользователей появилась возможность анонимно переводить друг другу средства, не прибегая к услугам посредников. Предложения о продаже публикуются на стороннем ресурсе, обычно в анонимной сети. Самым известным таким ресурсом стала торговая площадка Silk Road, закрытая ФБР в 2013 году.
Под анонимностью криптовалют, таких как Bitcoin, Litecoin, Namecoin и других, понимают псевдоанонимность, при которой однократное нарушение мер безопасности (например, покупка криптовалюты через обычный банковский перевод) ведёт к раскрытию личности владельца. Поэтому для усиления анонимности стали разрабатываться такие криптовалюты, как Monero, Dash и Zerocoin.
С 2014 года для анонимной торговли стали применяться криптоплатформы со встроенными возможностями передачи анонимных зашифрованных сообщений. К ним относятся: Mastercoin и Nxt; с 2014 года запущена платформа Bitshares, а с 2016 года платформа медиаблокчейн Steem; анонсируются и другие платформы.